# Кутенков, Борис Олегович
Борис Кутенков  (род. 5 июня 1989) — русский поэт, литературный критик, культуртрегер, обозреватель. Редактор отдела науки и культуры «Учительской газеты», редактор отдела эссеистики и публицистики портала «Textura» (2019 — 2022), редактор отдела критики и публицистики журнала «Формаслов», редактор отдела поэзии портала «Прочтение». Родился и живёт в Москве. Окончил Литературный институт им. А.М. Горького (2011), учился в аспирантуре (тема диссертации — «Творчество поэтов Бориса Рыжего и Дениса Новикова в контексте русской лирики XX века»). Один из организаторов литературных чтений «Они ушли. Они остались», посвященных рано ушедшим поэтам XX и начала XXI века, и соредактор антологии «Уйти. Остаться. Жить», вышедшей по итогам этих чтений (первые два тома — 2016 и 2019, издательство «ЛитГОСТ»; третий том — 2023, издательство «Выргород»). Стоял у истоков электронного журнала Лиterraтура, в котором работал редактором отделов критики и публицистики с июня 2014 по январь 2018 года. Организатор литературно-критического проекта «Полёт разборов», посвящённого современной поэзии и ежемесячно проходящего на московских площадках и в Zoom. Автор пяти книг стихотворений, среди которых «Неразрешённые вещи» (издательство Eudokia, 2014), «решето. тишина. решено» (издательство «ЛитГОСТ», 2018) и «память so true» (издательство «Формаслов», 2021).
Регулярно выступает как составитель книг современных поэтов (в их числе — «Нерасторопный праздник» Ростислава Ярцева). В рамках проекта «Уйти. Остаться. Жить» составил текстологически полные собрания Владимира Полетаева (1951 — 1970) «Прозрачный циферблат», Михаила Фельдмана (1952 — 1988) «Ещё одно имя Богу», Алексея Сомова (1976 — 2013) «Грубей и небесней», Леонида Шевченко (1972 — 2002) «Забвению в лицо», Макса Батурина (1965 — 1997) «Гений офигений». Сотрудничает с сайтами Книжная экспертиза Creative Writing School и Pechorin.net в качестве рецензента.

В детстве считал своим любимым писателем Владислава Петровича Крапивина, о чём впоследствии вспоминал так: 
Книги его меня научили прямоте, честности. Недавно было высказано такое мнение, что там гиперболизируются отношения детей со взрослыми. Но я как-то был очень впечатлительным ребёнком, я верил всему, что читаю в книжках. И вот сам этот образ советского пионера, который вступает в стычки со взрослыми, — ну как в стычки, он борется за правду… А взрослые часто выведены в негативных образах. Это, во-первых, очень нетривиально, особенно для советской литературы, в которой действовал Крапивин. А во-вторых, я как-то видел все время проекцию себя, потому что у меня тоже не складывались отношения, я был таким интровертным ребёнком, впечатлительным, очень каким-то борющимся за субъективную правду. И вот Крапивин учил ее отстаивать, эту правду, справедливость, в его книгах есть черное и белое, хотя во взрослом возрасте понимаешь, что не все так однозначно. Но само вот это представление о чёрном или белом, оно как-то влияло на меня. И еще он писал о детях как о взрослых. Я это понял окончательно этой весной. Я не знаю, так ли на меня действовала бы проза Крапивина, если бы я не читал её в детстве, те произведения все-таки отложились накрепко. Сейчас я читал просто как взрослую литературу. Серьёзную взрослую литературу, которая решает нравственные проблемы, которая дополнительно отвечает на мои вопросы. Но ещё тут была важна возможность переосмысления: как я воспринимал это в детстве, как воспринимаю сейчас.

## Критическая деятельность Бориса Кутенкова
В феврале 2010 года опубликовал свою первую рецензию на книгу «Голоса ветра» поэта Андрея Грицмана в журнале «Литературная учёба». С тех пор напечатал более 150 литературно-критических статей о современной поэзии и нон-фикшн в журналах «Новый мир», «Знамя», «Октябрь», «Дружба народов», «Вопросы литературы» и мн. др. (работы представлены преимущественно на портале «Журнальный Зал»), а также в «Литературной газете», «Независимой газете», антологиях современной уральской поэзии и др. С 2017 года ведёт ежемесячную рубрику обзоров периодики на сайте «Год литературы», также в разное время был колумнистом журналов «Новая Юность», Homo Legens и др. В 2014-2016 гг., будучи куратором проектов «На Делегатской» и «Современная литература online» при Музее современной истории России и московской библиотеке им. Жуковского, провёл ряд круглых столов, посвящённых состоянию современной литературной критики. Регулярно выступает с лекциями о современном литературном процессе в городах России, а также ближнего и дальнего зарубежья.

В 2019 году в интервью журналу «Дактиль» рассказал о необходимых качествах профессии критика:
Это, во-первых, тот самый идеализм (что не мешает трезвому взгляду на реальность — но надо понимать, что наша деятельность не слишком соответствует характеру времени и оправдывается только желанием писать и провозглашать свою точку зрения — и наличием единомышленников, которые могут прочесывать тебя насквозь, но никогда вербально не проявиться). Во-вторых, страсть к чтению, заложенная, думаю, генетически, а в-третьих, к осмысляющему характеру этого чтения — где умеренное доброжелательство не мешало бы критичности в неукоснительном значении этого слова, а категоричность уравновешивалась бы элементом сомнения и оглядки на контекст. И, в-четвертых (но не в последнюю очередь), страсть к познанию — обычно уже в детстве проявляется эта заинтересованность, которая с годами, как правило, развивается, особенно если ей сопутствует серьезное филологическое образование, но легко может и погаснуть под давлением социальных обстоятельств. Я бы добавил еще харизматичность и умение действовать в условиях коммуникационных медийных стратегий — это важно сегодня, когда восприятие информации все больше приобретает визуальный характер и определяет презентационный успех, но это уже программа «максимум».

## Критики о стихах Бориса Кутенкова
Мне нравится экспансия таланта Бориса Кутенкова, вторгающегося в соседние жанры. Любовь к поэзии делает его ненасытным. Поэт, критик, эссеист... Это писатель по призванию – культурный, преданный ревнитель литературного дела. А главное – всё-таки поэт, очень чуткий к современности, самостоятельный, обещающий...
Кирилл Ковальджи (из послесловия ко второй книге стихотворений)
Судя по моим беглым житейским впечатлениям, автор – человек весьма деятельный. То же и в сочинительстве: он не обходит современных новаций, постоянно расширяя «арсенал средств». Деятельны и герои его поэтического театра-жизни, где «мы» звучит куда чаще, чем «я», и где читателя побуждают к живописному философствованию...
Павел Крючков (из послесловия ко второй книге стихотворений)
Можно было бы отметить, что поэзии Кутенкова свойственна существенная метафизичность, не будь эта фраза столь наукообразной. Скажем проще: ей свойственно пристальное внимание к самым главным вопросам бытия. Жизни, любви, смерти, одиночеству. От напыщенности наш поэт лечится легкомыслием («вот любовью летит самолёт навьючен // в голове у пилота секретный ключик»), которое, впрочем, никогда не лицо – только полумаска. 
Бахыт Кенжеев (из предисловия к третьей книге «Неразрешённые вещи»)
Так откликающийся на голоса предшественников, звучащий в их хоре собственный голос поэта — едва ли не самый пронзительный из встречавшихся мне за последнее время. А отмеченное тем же Кенжеевым «пристальное внимание к самым главным вопросам бытия» (и не только «жизни, любви, смерти, одиночеству» и многому другому, но и их взаимосвязи в соотнесении с Источником всего, что и составляет бытие) сообщает этой пронзительности ту энергию смысла, что переплавляет все эти вещи в превозмогающий ужас свет. «Обретший свет» — так называется цикл из двух стихотворений, и это-то метафизическое обретение — обретение самого себя через свет наперекор очевидному распаду — и является, как мне видится, тем главным внутренним опытом, которым делится автор «Неразрешенных вещей».
Константин Кравцов (из рецензии на четвёртую книгу «решето. тишина. решено» в журнале «Знамя»)
Стихи Бориса Кутенкова полны отголосков русской словесности XX века — скрытых и беззащитно-открытых цитат из неё (включая, я бы сказала, цитаты интонационные, ритмические), они звучат и должны быть услышаны в гудящем цитатами воздухе, иной раз чуть ли не слеплены из них. Источники этого постоянного формообразующего цитирования многообразны, притом часто в пределах одного и того же стихотворения — от высокой словесности («глиняный рот» Мандельштама — и далее потом не раз характерные мандельштамовы слова: «заресничный», «пеньковый»...) до популярных песен («только не отведи глаз / только не отведи глаз»), в том же тексте отзывается и Бродский («то не пальцы шарящие мимо нот / то не темноту разорвавший свет» — сравним: «То не Муза воды набирает в рот. / То, должно, крепкий сон молодца берёт...»). Из наших современников настойчивее всего цитируется Борис Рыжий («только белое в розовом и голубом, / голубое и синее в белом» — как не узнать: «только пар, только белое в синем, голубое и белое в си...»); мне увиделись тут и некоторые приёмы Николая Звягинцева (прилагательные, оставленные без существительных — на доращивание читательскому воображению). Из всего этого, по видимости разнородного, материала, из интенсивного диалога с ним Кутенков делает собственное устойчивое целое, со своей устойчивой внутренней темой (скорее — с комплексом тем, среди которых — непоправимое одиночество и принципиальная уязвимость человека в мире). Это — написанные ещё совсем молодым человеком стихи без возраста, звучащие из условных сорока, не просто обожжённых горечью, но уже и обживших её. От молодости здесь — разве что отчаянно-прямая речь о тёмном, больном и трудном, без самооберегания, без поисков утешения.
Ольга Балла (в журнале «Воздух» о книге «решето. тишина. решено»)
Деятельность Бориса Кутенкова поражает не только разнообразием – но и качеством работы. Три раздела электронной «Лиterraтуры» и ежемесячный дискуссионный проект «Полёт разборов», литературные чтения «Они ушли. Они остались» и соответствующая антология (помещённая на сайте «Гостиной»), обзорные рубрики в «Homo Legens» и на «Год Литературы.ру». И, конечно же, стихи, имеющие обыкновение возвращаться после продолжительного отсутствия… «Борис Кутенков настолько активен, что писать о его стихах почти неприлично», – констатирует Наталия Черных. Мнения других колеблются в диапазоне от «Кутенкова много даже когда его мало» до «подвижник литпроцесса». Но сам он, по собственным признаниям, считает различные виды литературной активности производными от поэзии, которая обретает таким образом неуловимые перевоплощения, а себя – её проводником.
Вера Зубарева (литературный журнал «Гостиная»)